# The Valley of the Shadow
The Valley of the Shadow è un progetto di storia digitale sulla guerra civile americana, lanciato nel 1993 e ospitato dall'Università della Virginia. Descrive in dettaglio le esperienze dei soldati confederati della contea di Augusta, in Virginia, e dei soldati dell'Unione della contea di Franklin, in Pennsylvania negli Stati Uniti.
I fondatori del progetto William G. Thomas III e Edward L. Ayers lo hanno definito "un esperimento applicato alla cultura digitale". Il sito contiene copie scansionate di quattro giornali di ciascuna delle due contee oltre a quelli delle città circostanti come Richmond e New York: lo Staunton Spectator (Staunton, Virginia; Partito Whig), il Republican Vindicator (Staunton, Virginia; Partito Democratico), il Franklin Repository and Transcript (Chambersburg, Pennsylvania; Partito Repubblicano) e il Valley Spirit (Chambersburg, Pennsylvania; partito democratico). Elsa A. Nystrom e Justin A. Nystrom affermano sul sito: